# 沃夫昌斯克區

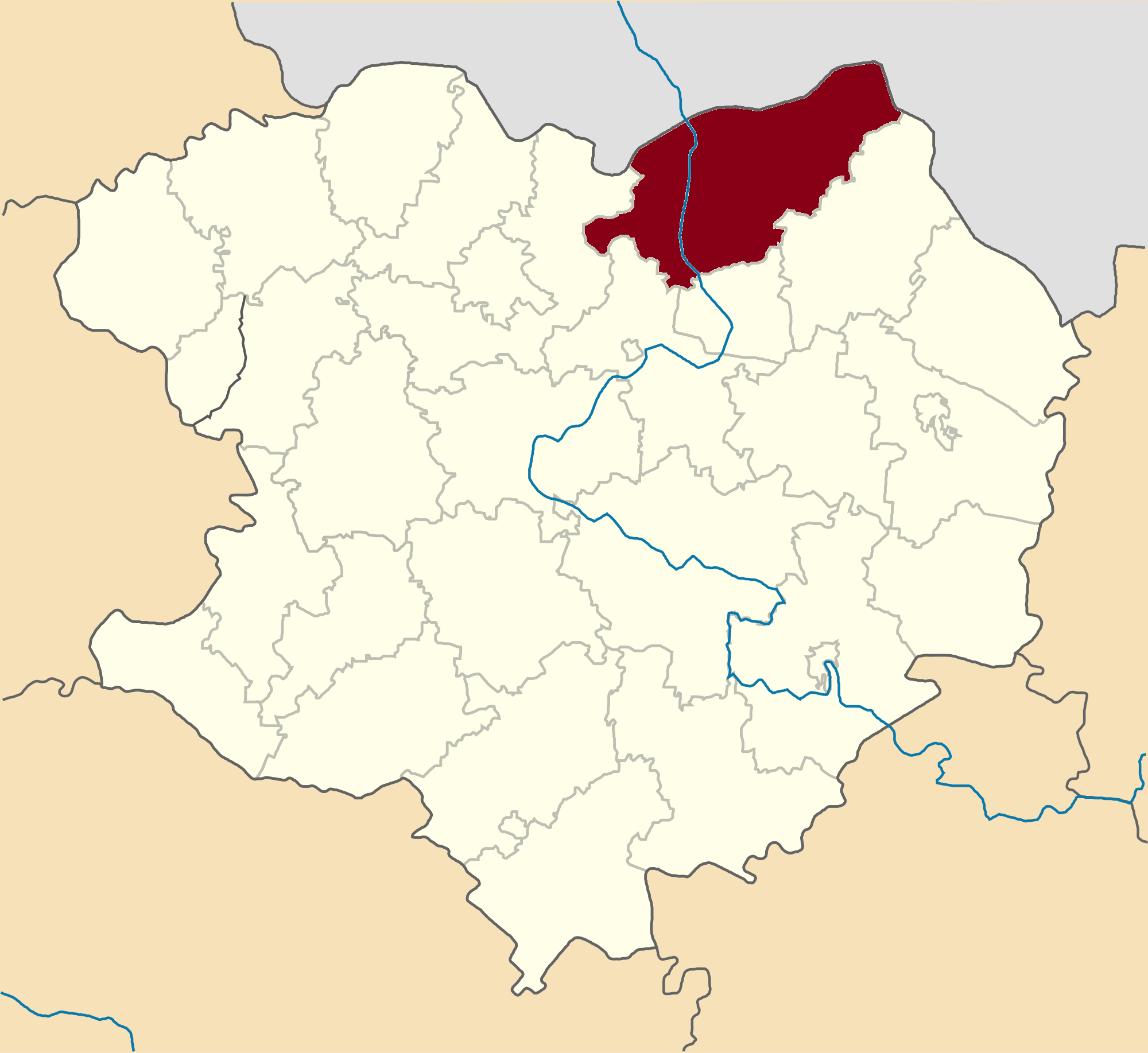

沃夫昌斯克區（烏克蘭語：Вовчанський район），曾是烏克蘭的一個區，位於該國東部，由哈爾科夫州負責管轄，首府設於沃夫昌斯克，面積1,888.1平方公里，2013年人口47,948，人口密度每平方公里25.39人。
该区在2020年7月18日的乌克兰行政区划改革中被撤销，改革后哈爾科夫州下分为7个区，沃夫昌斯克區合并至丘古耶夫區。